# Pilargis modesta
Pilargis modesta är en ringmaskart som beskrevs av Andre Intes och Le Loeuff 1975. Pilargis modesta ingår i släktet Pilargis och familjen Pilargidae. Inga underarter finns listade i Catalogue of Life.